# New Generation
New Generation este cel de-al optulea single al trupei Suede, lansat pe 30 ianuarie 1995, și cel de-al treilea (și ultimul) single de pe cel de-al doilea album, Dog Man Star. S-a clasat pe locul 21 în Marea Britanie.
Este primul single pe care noul (pe atunci) chitarist, Richard Oakes, contribuie din punct de vedere muzical. Melodia care dă titlul single-ului e scrisă de solistul Brett Anderson și de fostul chitarist Bernard Butler, Oakes contribuind la scrierea B-side-urilor „Together” și „Bentswood Boys”.

## Lista melodiilor

### CD1
1. „New Generation”
2. „Together” (Anderson, Oakes)
3. „Bentswood Boys” (Anderson, Oakes)

### CD2
1. „New Generation”
2. „Animal Nitrate (live)”
3. „The Wild Ones (live)”
4. „Pantomime Horse (live)”

### 12"
1. „New Generation”
2. „Together”
3. „Bentswood Boys”

## Despre videoclip
Videoclipul, regizat de către Richard Heslop, prezintă toată trupa cântând într-o cameră aglomerată; pe parcurs, sunt inserate și câteva cadre filmate afară. Videoclipul este monocrom. La sfârșit, membrii trupei sunt arătați stând nemișcați pe o canapea, apoi camera prezintă CD-ul single, pus deasupra instrumentelor muzicale.

## Poziții în topuri
- 21 (Marea Britanie)